# 岡井富喜子
岡井 富喜子（おかい ふきこ）は、静岡県出身の日本の柔道家。現役時代は56kg級の選手。

## 人物
浜松商業高校時代の1980年には、体重別選手権56kg級決勝で無職の星野佐代子に敗れて2位だった。1981年の初頭に開催された強化選手選考会では3位だった。体重別選手権でも3位にとどまった。浜松信金に所属していた1982年の体重別選手権では、決勝で衣笠中学2年の呉山貴子を破って優勝を飾り、世界選手権代表に選出された。パリで行われた世界選手権では初戦を突破するも、2回戦でスイスのインゲ・クラッセルに腕挫十字固で敗れた。

## 主な戦績
- 1980年 - 体重別選手権 2位 56kg級
- 1981年 - 強化選手選考会 3位 56kg級
- 1981年 - 体重別選手権 3位 56kg級
- 1982年 - 体重別選手権 優勝 56kg級

(出典、JudoInside.com)